# Escuelas Públicas del Área de Traverse City

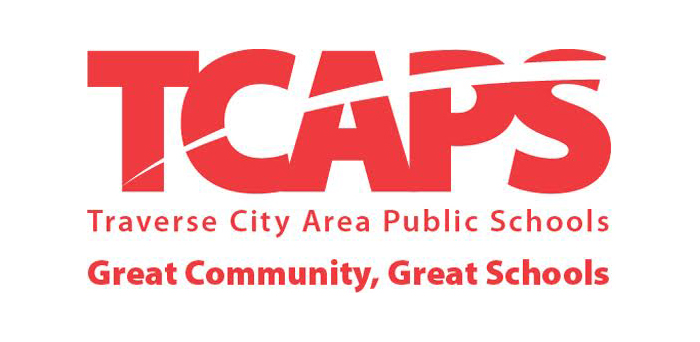
Logo de las TCAPS nuevo.

Las Escuelas Públicas del Área de Traverse City (Traverse City Area Public Schools o TCAPS en inglés) es un distrito escolar en Míchigan, Estados Unidos. El distrito gestiona escuelas en el área del ciudad de Traverse City. Gestiona diez escuelas primarias, dos escuelas medias, y dos escuelas preparatorias. También tiene un escuela montessori, y una escuela preparatoria alternativa.
En 2017, Traverse City Central y las West High Schools fueron contadas entre las escuelas secundarias más exigentes de Estados Unidos.
El distrito sirve a 10 000 estudiantes en un área de 300 millas cuadradas (777 km²).

## Situación por la pandemia de COVID-19
En marzo de 2020 y durante la pandemia de enfermedad por coronavirus, TCAPS anunció que continuaría con las clases. Sin embargo, la gobernadora de Michigan Gretchen Whitmer cerró todas las escuelas del estado. Luego, canceló el año escolar.
En junio de 2020, John VanWagoner asumió como superintendente de TCAPS.